# Presidis Toscans
Els Presidis Toscans foren un territori de sobirania espanyola, dependent del virrei de Nàpols fins al 1735, i després d'un governador propi, integrat per una sèrie de fortaleses que foren anteriorment possessió de la República de Siena, i algunes mes que foren abans del Principat del Piombino.
El principat de Piombino fou ocupat del 25 de juny de 1549 al 1552 per Cosme I Medici de Florència, en mig de la guerra entre Florència i Espanya d'un costat, i França, Turquia i Siena de l'altra; en la lluita contra els espanyols, els francesos i turcs aliats van atacar el principat el 1552. L'ocupació es va perllongar el 1552, fins al 1557, al morir la regent Elena Salviati; Florència, pel tractat de Londres del 20 de maig de 1557 va rebre Portoferraio a Elba (i quasi tot el territori de Siena incloent la ciutat) però va renunciar al Piombino (que en compensació va recuperar el 1559 Vignale i Abbadia al Fango); el rei d'Espanya es va reservar els castells d'Orbetello, Porto de Ercolo, Monte Filipo, Monte Argentaro, Porto San Estefano i Telemone, a la costa del territori de Siena, com a compensació per la cessió de la República de Siena a Florència, i amb aquests dominis va establir presidis (fortaleses amb guarnició), constituint d'aquesta manera els Presidis Toscans.
El 1603 a la mort de Jaume VII del Piombino, l'herència del principat va entrar en litigi i un cosí, Carles del Piombino, es va proclamar príncep. Carles era fill de Sforza Appiani d'Aragona i senyor de Valle i Montioni; va governar des del gener fins al 20 de febrer del 1603 quan fou deposat pels espanyols, que van ocupar el principat incloent la part dels Appiani a Elba, però finalment van reconèixer la successió a Isabel del Piombino, germana gran de Jaume VII el 1611 si bé els espanyols van conservar una part de l'illa (Porto Longone, després Porto Azzurro) i van construir les fortaleses de Forte Focardo i Forte S. Giacomo, i aquesta zona fou agregada als Presidis Toscans. El 1628 Espanya va assolir el dret feudal al Piombino.
El 1735 els Presidis Toscans que havien restat per l'arxiduc, foren reconeguts per tractat als Borbons. El 1796 la regió fou centre d'activitat realista contra la revolució francesa, amb suport dels britànics, i els francesos van ocupar Elba i Piombino vers el 1797 (formalment ocupat el 1799), però els presidis romangueren en poder d'Espanya. El Tractat d'Amiens (1802), va establir la cessió del Piombino i dels Presidis a França que els va incorporar al Regne d'Etrúria, creat en lloc del Gran Ducat de Toscana, dissolt en virtut del mateix tractat.